# Bài tập nâng chân

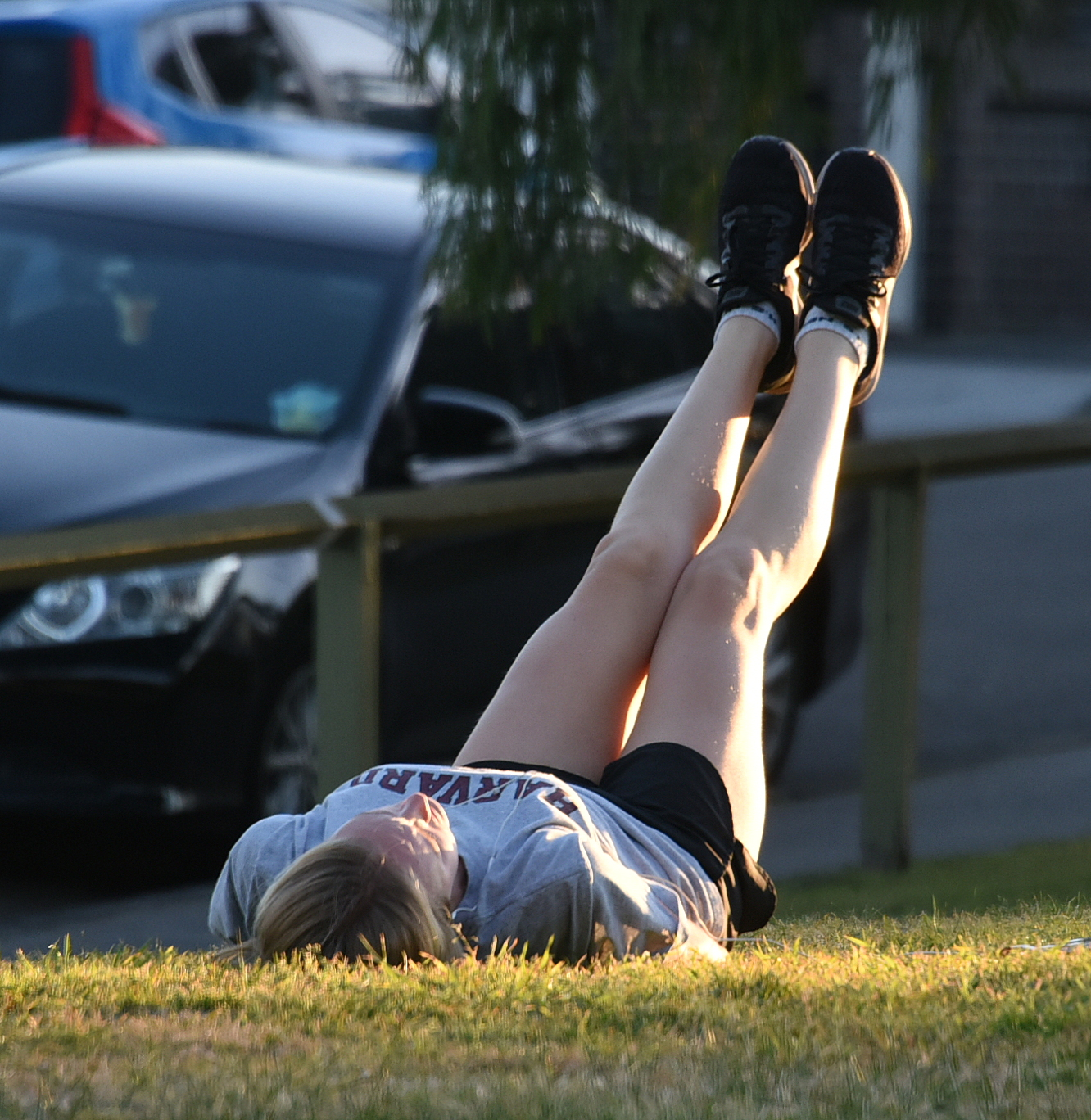
Tư thế của bài tập nâng chân khi nằm

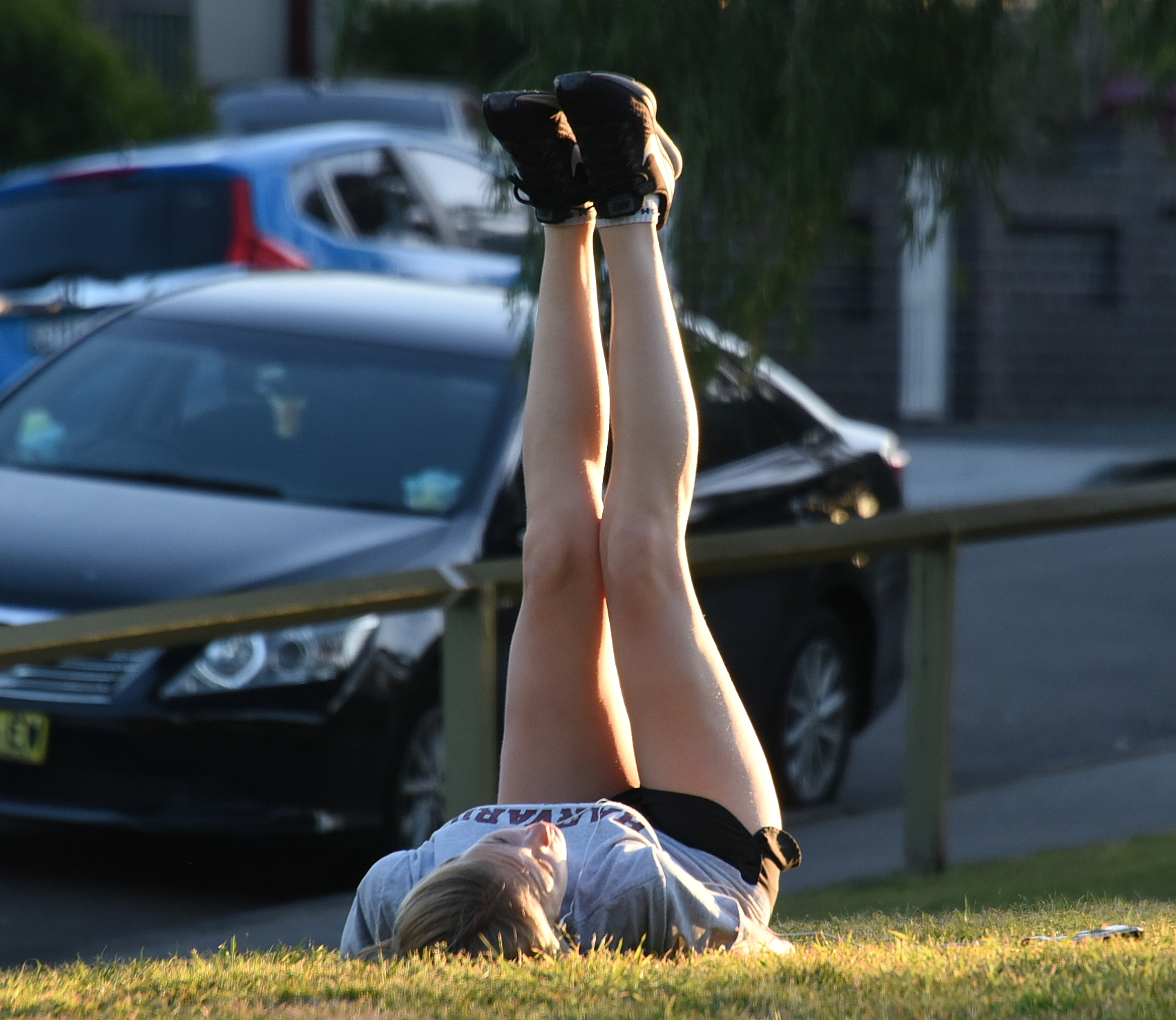
Bài tập nâng chân

Bài tập nâng chân (Leg raise) là bài tập rèn luyện sức mạnh nhắm vào cơ Iliopsoas (cơ gập hông trước). Vì cơ bụng được huy động trong trạng thái siết cơ tĩnh để ổn định cơ thể trong khi chuyển động, nên bài tập nâng chân cũng thường được sử dụng để tăng cường sức mạnh cho cơ trực tràng bụng và cơ chéo trong bụng (cơ chéo trong) và cơ chéo ngoài bụng (cơ chéo ngoài) trong tổng thể các bài tập bụng. Điển hình nhất của bài tập này là tư thế nằm nâng chân được thực hiện bằng cách nằm ngửa trên sàn, bài tập này được thực hiện mà không cần dụng cụ, ngoại trừ có thể có đệm hoặc tạ để tăng thêm sức kháng lực, do đó bài tập này còn được xếp vào nhóm các bài tập thể trọng. Người tập lưu ý giữ cho phần lưng dưới của cơ thể tiếp xúc với sàn và đặt tay sang hai bên hoặc dưới lưng dưới để bổ trợ. Bài tập nâng chân cũng có thể được thực hiện bằng cách đu mình trên thanh xà, đây được gọi là động tác đu xà nâng chân và khó hơn động tác nâng chân khi nằm.
Nâng chân khi ngồi (Seated leg raise) cũng là một động tác nằm giữa động tác nâng chân khi nằm và động tác treo, kéo. Động tác này được thực hiện khi ngồi trên một bề mặt cao. Duỗi khớp gối (thường được gọi là nâng chân thẳng) tăng nhu cầu đòn bẩy ở cả cơ gấp hông và cột sống. Nó cũng cho phép cơ cơ thẳng đùi đóng góp, cho cả phiên bản nâng chân thẳng nằm ngửa và phiên bản nâng chân khi đu xà. Cần tập bài khởi động, làm nóng cơ thể kỹ lưỡng trước khi bắt đầu bài tập. Khi thực hiện bài tập, thân trên và tay giữ nguyên ở vị trí bắt đầu đồng thời động tác nâng hạ chân cần thực hiện chậm, thực hiện động tác nâng hạ chân một cách chậm rãi, không để chân chạm sàn khi đưa chân xuống trong suốt bài tập. Luôn giữ cho cơ bụng căng cứng trong suốt quá trình thực hiện bài tập. Khi thực hiện bài tập nâng chân, cơ bụng phải làm việc để duy trì sự ổn định của cơ thể. Đặc biệt là khi nâng chân lên và hạ chân xuống, cơ bụng phải hoạt động để giữ cho lưng không bị cúi xuống và giữ cho cơ thể không bị dao động.

## Công dụng
Bài tập nâng chân là một trong những phương pháp hiệu quả để phát triển cơ bắp (cơ đùi và cơ mông). Bài tập nâng chân đòi hỏi sự tham gia của cơ mông để giữ cho cơ thể ổn định và cân bằng trong suốt quá trình nâng và hạ chân. Bài tập nâng chân cũng có thể kích thích và làm việc cơ bụng, đặc biệt là cơ bụng dưới và cơ bụng chéo. Khi nâng chân lên và hạ chân xuống, các cơ bụng phải làm việc để duy trì sự ổn định và kiểm soát chuyển động. Thực hiện động tác nâng cao chân có tác dụng giảm phù nề, lưu thông bạch huyết, giúp thon gọn chân, tăng độ săn chắc cho vòng hai. Nâng chân có thể điều chỉnh tư thế của cột sống và giảm áp lực lên thắt lưng, từ đó giúp giảm nhức mỏi vùng lưng dưới. Kết hợp siết chặt bụng khi nâng chân cũng giúp vùng cơ lõi (core) chắc khỏe, săn chắc hơn. Bài tập này có tác động trực tiếp lên vùng bụng, đặc biệt là bụng dưới và giúp giảm mỡ nhanh, để cơ bụng trở nên săn chắc. Đây là một trong những bài tập phổ biến và hiệu quả để cải thiện sự linh hoạt vùng hông và lưng dưới, đồng thời giảm thiểu vấn đề đau lưng. Hạn chế của bài tập nâng chân là không phù hợp với những người có chấn thương mãn tính ở chân hoặc cột sống những người bị chấn thương gần đây hoặc mãn tính ở chân hoặc cột sống thì không tập được bài này.